# گمینا اولشووکا
گمینا اولشووکا (به لهستانی:  Gmina Olszówka) یک گمینا در لهستان است که در شهرستان کووو واقع شده‌است. گمینا اولشووکا ۸۱٫۵۴ کیلومتر مربع مساحت و ۴٬۷۵۷ نفر جمعیت دارد.